# Thio
Thio (in francese: Thio; in xârâcùù: Tchô; in xâragùrè: Cöö) è un comune francese nella Provincia Sud della Nuova Caledonia.